# Tessa Virtue
Tessa Jane McCormick Virtue (London, 17 maggio 1989) è un'ex danzatrice su ghiaccio canadese.
In coppia con Scott Moir, ha vinto la medaglia d'oro ai Giochi olimpici invernali di Pyeongchang 2018 e di Vancouver nel 2010, medaglia d'argento a Soči 2014, tre campionati mondiali (2010, 2012 e 2017), tre medaglie d'oro ai Campionati dei Quattro Continenti (2008, 2012 e 2017), campioni del mondo Junior 2006 e otto volte campioni nazionali canadesi (2008-2010, 2012-2014, 2017 e 2018).
Virtue e Moir hanno iniziato pattinare insieme nel 1997 e hanno vinto la loro prima medaglia ai campionati mondiali, un argento, nel 2008. Alla competizione Skate Canada del 2009, sono diventati la prima squadra danza sul ghiaccio per ricevere mai un componente contrassegno 10,0 punteggio sotto il sistema di giudizio ISU. Inoltre, sono diventati la coppia più giovane della storia a vincere un titolo olimpico alle Olimpiadi Invernali del 2010 e la prima coppia di danza su ghiaccio a farlo al di fuori dell'Europa. Essi sono titolari del punteggio record mondiale per la danza originale (original dance). La loro medaglia d'oro olimpica a Vancouver 2010 è stato il primo oro per la danza sul ghiaccio per il Canada e Nord America. Alle Olimpiadi di Soči 2014, hanno vinto la medaglia d'argento nella danza su ghiaccio e nella gara a squadre. Quattro anni dopo, a Pyeongchang 2018, sempre con Moir ha vinto l'oro sia nella gara a squadre, sia nella danza.

## Vita privata
Tessa è nata a London, Ontario, Canada. Lei è la più giovane di quattro figli, nati da Kate e Jim Virtue. Ha frequentato la Holy Names High School a Windsor, oltre a una scuola di apprendimento elettronico chiamato "AMDEC" con sede a Stratford, Ontario. Virtue si è iscritta alla facoltà di psicologia presso l'Università di Windsor e la sta attualmente completando presso la University of Western Ontario.
Tessa ha vissuto e studiato a Canton, Michigan, Stati Uniti, anche se dopo le Olimpiadi del 2014 a Sochi è tornata a vivere a London.
Nell'ottobre 2010, Virtue e Moir, assieme al co-sceneggiatore Steve Milton, hanno pubblicato un libro sulla loro carriera chiamato "Tessa And Scott: Our Journey From Childhood Dream To Gold".
È sposata con il giocatore di hockey dei Toronto Maple Leaf Morgan Rielly. Ad agosto 2024 hanno avuto il loro primo figlio.

## Carriera

### Dagli inizi alla categoria Junior

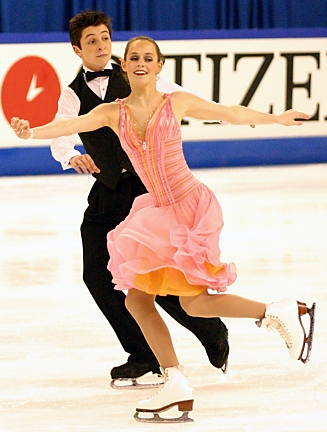
Tessa Virtue e Scott Moir ai Mondiali juniores del 2005

Virtue e Moir hanno iniziato pattinare insieme nel 1997, su consiglio della zia, che li stava allenando al momento. All'inizio della loro carriera, sono stati allenati a Kitchener-Waterloo, Ontario con Paul MacIntosh e Suzanne Killing.
Nella stagione 2001-2002, Virtue/Moir hanno vinto la medaglia di bronzo ai campionati canadesi del 2002 nella categoria novice. La stagione seguente, si sono piazzati in 7ª posizione ai Campionati canadesi del 2003 nella categoria junior. Nel 2003, si trasferiscono a Canton, Michigan e iniziano a lavorare con gli allenatori Igor Shpilband e Marina Zueva all'Arctic Edge Ice Arena.
Nel 2003-2004, Virtue/Moir fanno il loro debutto all'ISU Junior Grand Prix, classificandosi 4º nella tappa in Croazia e 6º in Slovacchia. Ai campionati canadesi del 2004 vincono l'oro nella categoria junior, che li qualifica per il Campionato mondiale junior del 2004, dove si classificano 11º.
Nella stagione successiva, Virtue/Moir gareggiano per la prima volta nella categoria senior a livello nazionale, ma rimanendo junior a livello internazionale. Nell'ISU Junior Grand Prix, 2004-2005 vincono la Cup of China e la medaglia d'argento al Trophée Eric Bompard in Francia, che li qualifica per la finale, dove vincono la medaglia d'argento. A campionati canadesi del 2005, per la prima volta in categoria senior, si classificano quarti. Ai campionati del mondo junior 2005 vincono l'argento.
Virtue/Moir sono rimasti a livello junior a livello internazionale anche nella stagione 2005-2006. Nell'ISU Junior Grand Prix di quella stagione vincono entrambe le loro tappe e conquistano l'oro nella finale.
Ai campionati canadesi del 2006, Virtue/Moir conquistano la medaglia di bronzo e vengono nominati come prima riserva alla squadra olimpica. Partecipano ai Campionati dei Quattro continenti del 2006, vincendo la medaglia di bronzo. Ai Campionati Mondiali Junior del 2006, sono diventati i primi danzatori su ghiaccio canadesi a vincere il titolo.

### Carriera senior

#### Stagione 2006-2007
Nella stagione 2006-2007, Virtue/Moir passano nella categoria senior anche livello internazionale. Debuttano al Grand Prix nella tappa di Skate Canada International del 2006, dove vincono la medaglia d'argento. Arrivano quarti al Trophée Eric Bompard.
Ai Campionati nazionali canadesi vincono la medaglia d'argento e arrivano terzi ai Campionati dei Quattro Continenti. Nel loro debutto ai Campionati mondiali nel 2006 si classificano sesti.

#### Stagione 2007-2008
Tessa e Scott vengono assegnati a Skate Canada International e al NHK Trophy per il stagione 2007-2008 GP. Si classificano rispettivamente primi e secondi, qualificandosi per la Grand Prix Final, dove arrivano quarti.
Vincono il primo titolo nazionale canadese ai campionati del 2008, l'oro alle Campionati dei Quattro Continenti e l'argento ai mondiali in Svezia, vincendo comunque il segmento danza libera con il loro programma tratto dalla colonna sonora di Les Parapluies de Cherbourg

#### Stagione 2008-2009
La coppia si ritira da entrambe le tappe del GP a causa delle condizioni di salute di Tessa: le era stata diagnosticata una sindrome cronica da sforzo, e nell'ottobre del 2008 subisce un intervento chirurgico per alleviare la condizione. Tornano sul ghiaccio all'inizio di dicembre. Vincono l'oro ai nazionali canadesi del 2009.
Ai Quattro Continenti Virtue/Moir vincono la medaglia d'argento alle spalle degli americani Meryl Davis & Charlie White. Ai campionati mondiali invece vincono la medaglia di bronzo, dopo essersi piazzati terzi nella danza obbligatoria, sesti nella danza originale, e quarti nel programma libero.

#### Stagione 2009-2010

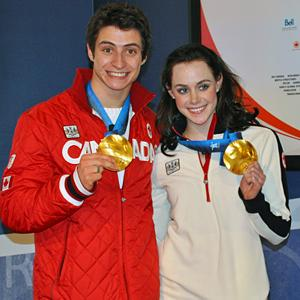
Virtue e Moir con l'oro vinto alle Olimpiadi di Vancouver 2010

Iniziano la stagione olimpica 2009-2010 al Trophée Eric Bompard, finendo primi con un margine di 16.07 punti di vantaggio dalla medaglia d'argento, la coppia francese Nathalie Péchalat/Fabian Bourzat. Vincono inoltre Skate Canada International 2009, con un punteggio totale di 204.38 punti, 19.31 punti davanti a Pechalat/Bourzat. In questa gara ricevono il primo 10.0 per la danza ghiaccio sotto il codice di punteggio ISU. Medaglia d'argento alla finale del GP, dietro agli americani Davis/White.
A gennaio 2010, Virtue/Moir vincono il loro terzo titolo nazione ai campionati canadesi, vincendo tutti e tre i segmenti di gara con 221.95 punti complessivi (CD 43.98, OD 70.15, FD 107.82), 37.25 punti davanti medaglia d'argento Vanessa Crone/Paul Poirier, record per la nazione.
Virtue/Moir gareggiano alle Olimpiadi Invernali, disputate dal 19 al 22 febbraio. Dopo il secondo posto della CD con 42.74, vincono gli altri segmenti di gara con 68.41 nella OD e 110.42 nella FD, per un totale di 221.57. Nella danza libera, hanno ricevuto quattro 10.00 da parte dei giudici, due per l'esecuzione delle prestazioni e due per l'interpretazione, caratteristica mai compiuta da una pattinatrice o squadra sotto il sistema di giudizio internazionale. Sono diventati i primi canadesi, così come la prima squadra di danza su ghiaccio nordamericano e la coppia più giovane a vincere le Olimpiadi, e la prima squadra di danza su ghiaccio a vincere l'oro olimpico in casa.
Virtue/Moir gareggiano ai mondiali 2010 a Torino, con un season best nella CD di 44.13 punti, migliorando il loro precedente record personale. Hanno vinto anche la danza originale con 70.27 punti, un record del mondo sotto il sistema ISU. Arrivano secondi nella danza libera con 110.03 punti, 0.46 dietro Davis/White. Nel complesso vincono il titolo mondiale con 224.43 punti, 1.40 davanti a Davis/White. Hanno ricevuto numerosi 10.00 per i componenti del programma sia nella danza originale e che nella danza libera.

#### Stagione 2010-2011
Per la stagione 2010-2011, Virtue/Moir vengono assegnati al Skate Canada International e al Trophée Eric Bompard. A causa di un intervento chirurgico subito da Tessa nel mese di ottobre 2010 per ridurre il dolore persistente nei suoi stinchi e polpacci, la coppia è costretta a ritirarsi da entrambe le tappe, oltre che dai nazionali canadesi in quanto non avevano avuto abbastanza tempo per allenarsi dopo l'operazione.
Il loro debutto stagionale avviene ai Quattro Continenti. Primi dopo la SD con 69.40, si ritirano a metà del programma libero a causa di un dolore muscolare di Tessa. Ai mondiali 2011, si classificano secondi con un punteggio di 181.79 (SD 74.29, FD 107.50), 3.48 punti dietro la squadra americana di Meryl Davis/Charlie White.
Dopo i mondiali, Virtue avverte nuovamente dolore agli stinchi e polpacci. Contraria a un altro intervento chirurgico, sceglie terapie diverse per risolvere il problema.

#### Stagione 2011-2012
Annunciano le musiche scelte per i programmi nel mese di agosto. Successivamente, Virtue/Moir vincono il loro primo evento della stagione, il Finlandia Trophy del 2011. Vengono assegnati nel GP a Skate Canada e al Trofeo Eric Bompard, dopo aver rifiutato l'opzione di nuova introduzione di competere in un terzo. Vincono entrambe le tappe e arrivano secondi alla finale con 183.34 (SD 71.01, FD 112.33).
Alla fine di dicembre 2011, l'ISU ha riconosciuto un errore di punteggio nella danza libera; se i punteggi fossero stati calcolati correttamente (+ 0,5 punti), Virtue/Moir avrebbe vinto quel segmento. Alla fine i punteggi sono stati lasciati invariati.
Vincono il loro quarto titolo nazionale nel gennaio 2012. Nel mese di febbraio, gareggiano ai Campionati dei Quattro Continenti: dopo un secondo posto nella SD con 71.60 punti, riescono a vincere sia la danza libera (con 111.24) sia l'overall totale con 182.84. Questa è stata anche la loro prima vittoria sui compagni di allenamento Meryl Davis/Charlie White. Ai mondiali 2012 conquistano il gradino più alto del podio, con un punteggio totale di 182.65 (SD 72.31, FD 110.34).
Dopo l'allontanamento di Igor Shpilband dalla Arctic Edge Arena nel giugno 2012, Virtue/Moir decidono di rimanere comunque in pista con Marina Zoueva, concludendo così la loro collaborazione con Shpilband.

#### Stagione 2012-2013
Tessa e Scott si ritirano dal Finlandia Trophy a causa di un leggero risentimento muscolare al collo di Moir.  Vengono assegnati a due tappe del GP, Skate Canada International e la Rostelecom Cup. A Skate Canada, Virtue e Moir vincono la SD con un punteggio di 65.09, a soli 0.01 punti di vantaggio su Anna Cappellini e Luca Lanotte d'Italia; il distacco aumenta notevolmente nella free dance, arrivando a un punteggio totale di 169.41, con 9.35 punti di vantaggio su Cappellini/Lanotte.
Alla finale Grand Prix, Virtue/Moir vincono l'argento dietro Davis/White, con un punteggio di 71.27 nella SD e 108.56 nella FD, per un totale di 179.83. La coppia decide di modificare la loro short dance "The Waltz Goes On", semplificandone la trama. La SD modificata viene presentata ai nazionali canadesi del 2013,  guadagnando un punteggio di 79.04, vincendo in seguito quinto titolo nazionale con un punteggio combinato di 187.23 dopo la loro Carmen, valutata con 108.19 punti.
Ai Campionati dei Quattro Continenti, Virtue/Moir si classificano primi dopo la short dance con 75.12 punti. Ma durante la loro danza libera, Virtue venne bloccata per dei crampi alle gambe, fermando il programma; hanno ripreso dopo circa tre minuti. Con un punteggio di 111.17 nella free dance e un totale di 184.32, arrivarono secondi dietro a Davis/White. 
Medaglia d'argento anche ai mondiali 2013 svolti a London, nella loro città Natale, con 73.87 nella SD e 111.17 nella free dance, per un totale di 185.04 punti.

#### Stagione 2013-2014: due argenti olimpici
Iniziano la stagione con il Finlandia Trophy vincendo la medaglia d'oro. Vengono assegnati a due tappe del Grand Prix ISU: Skate Canada International e il Trophée Eric Bompard, vincendo entrambe le gare. Arrivano secondi alla finale del GP con un season best di 190.00 punti.
Durante la messa in onda del nazionali canadesi del 2014 su TSN, Virtue e Moir hanno dichiarato la possibilità di ritirarsi dall'agonismo dopo XXII Giochi olimpici invernali in Soči. Ai Giochi di Sochi, vincono l'argento sia nella gara a squadre, sia in quella individuale. In quest'ultima ottengono un punteggio di 76.33 nella SD e 114.66 nella FD, per un totale di 190.99.
In seguito hanno deciso di saltare i campionati mondiali 2014 assieme a Patrick Chan.

#### Stagione 2016-2017: terzo titolo mondiale
Il 20 febbraio 2016, la coppia annuncia che riprenderà a gareggiare regolarmente a partire dalla stagione 2016-2017 e che ha cominciato ad allenarsi a Montréal, con Marie-France Dubreuil e Patrice Lauzon come nuovi allenatori. Debuttano alla tappa di Grand Prix di casa, Skate Canada, in occasione della quale hanno vinto l'oro con un punteggio totale di 189.06. In novembre partecipano all'NHK Trophy in Giappone, competizione vinta con due punteggi da record: 79.47 nel programma corto e 195.84 nel punteggio totale. Due settimane dopo, migliorano ulteriormente i due record del mondo, con 197.22 punti totali e 80.50 per il programma corto, vincendo per la prima volta in carriera la finale del Grand Prix. Vincono poi il loro nono titolo nazionale e il loro terzo titolo ai campionati dei Quattro Continenti.
Ai mondiali di Helsinki, migliorano nuovamente il loro record del mondo nella danza con 82.43 punti davanti ai campioni del mondo dell'anno precedente, i pattinatori francesi Gabriella Papadakis e Guillaime Cizeron. Secondi ai francesi nel programma libero, vincono comunque l'oro complessivamente grazie al vantaggio di circa 5.5 punti accumulato dopo il programma corto.
Per la prima volta in carriera, vincono tutte le gare a cui prendono parte nel corso della stagione.

#### Stagione 2017-2018: due ori olimpici

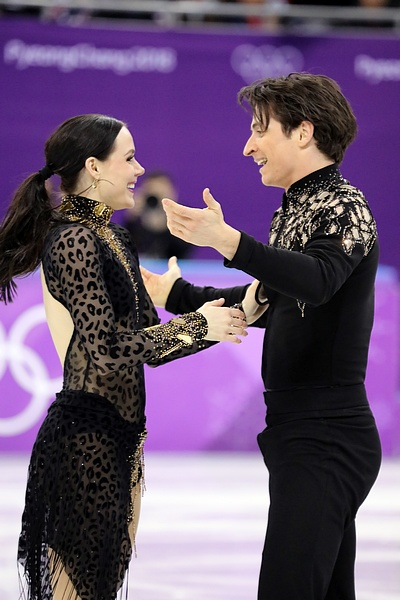
Tessa Virtue e Scott Moir al termine del programma corto alle Olimpiadi di Pyeongchang 2018.

Per la stagione 2017-18, Virtue e Moir hanno scelto per il loro programma corto Sympathy For The Devil dei Rolling Stones, Hotel California degli Eagles e Oye Como Va dei Santana, e per il programma libero la colonna sonora del film Moulin Rouge!. Hanno vinto tutte le prime competizioni della stagione: Autumn Classic International, Skate Canada International e l'NHK Trophy. Sono stati sconfitti solo alla finale del Grand Prix, finendo secondi dietro ai rivali e compagni d'allenamento francesi Gabriella Papadakis e Guillaime Cizeron, che avevano un vantaggio di mezzo punto dopo la short dance. I due hanno poi partecipato ai campionati nazionali, vincendo il loro ottavo titolo canadese con un punteggio totale di 209.82, davanti ai secondi classificati Piper Gilles e Paul Poirier di quasi 18 punti. Dopo la competizione, hanno pensato di modificare uno dei sollevamenti previsti nel programma libero, considerato troppo "osé".

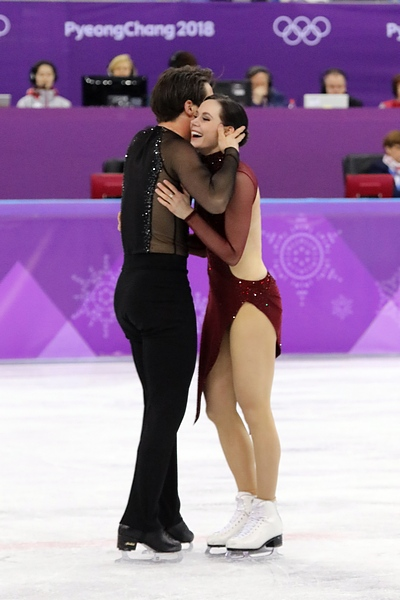
Virtue e Moir al termine del loro programma libero alle Olimpiadi di Pyeongchang 2018.

Hanno rappresentato il Canada ai Giochi olimpici di Pyeongchang 2018. Sono stati scelti come portabandiera per la cerimonia inaugurale e nell'occasione sono stati la prima coppia a svolgere questo ruolo, che di solito è svolto da un atleta solo. Hanno la medaglia d'oro nella gara a squadre, con Patrick Chan, Kaetlyn Osmond, Gabrielle Daleman, Eric Radford e Meagan Duhamel. Nella gara individuale, Virtue e Moir hanno migliorato il loro record del mondo nella short dance con 83.67 punti e piazzandosi quindi in prima posizione dopo il segmento di gara. Secondi nel programma libero dietro ai francesi, sono riusciti comunque a rimanere in testa nel punteggio totale, vincendo un altro oro olimpico e superando il record anche per il punteggio totale, che era stato segnato da Papadakis/Cizeron pochi minuti prima. Questa quinta medaglia olimpica li ha resi i pattinatori più decorati nella storia delle Olimpiadi.

## Record
Virtue e Moir sono i pattinatori artistici più decorati nella storia delle Olimpiadi, e i quarti atleti canadesi per numero di medaglie olimpiche vinte. Sono stati la prima coppia di danza su ghiaccio a vincere l'oro al loro debutto alle Olimpiadi e i primi a vincere l'oro olimpico prima di vincere un campionato mondiale. Sono anche i più giovani vincitori di sempre nella danza su ghiaccio. Con la loro vittoria a Vancouver hanno anche consegnato l'oro nella danza su ghiaccio al Nord America per la prima volta nella storia delle Olimpiadi, dopo che per 34 anni il titolo era andato a coppie europee. Grazie alla loro vittoria a Pyeongchang 2018 sono anche diventati i primi pattinatori dopo 38 anni a vincere tre ori olimpici, oltre che la seconda coppia di danza su ghiaccio a vincere due ori olimpici, e i primi a riuscirci in due edizioni non consecutive dei Giochi. Sono stati inoltre la prima coppia a fare da portabandiera per il Canada durante la cerimonia d'apertura.
Sono stati la prima e l'unica coppia di danza su ghiaccio a vincere tutte le più importanti competizioni ISU: Junior Grand Prix, Junior Grand Prix Final, mondiali junior, Grand Prix, Grand Prix Final, Quattro Continenti, mondiali e Olimpiadi Invernali. A livello nazionale, sono i più decorati danzatori su ghiaccio di sempre.

### Punteggi

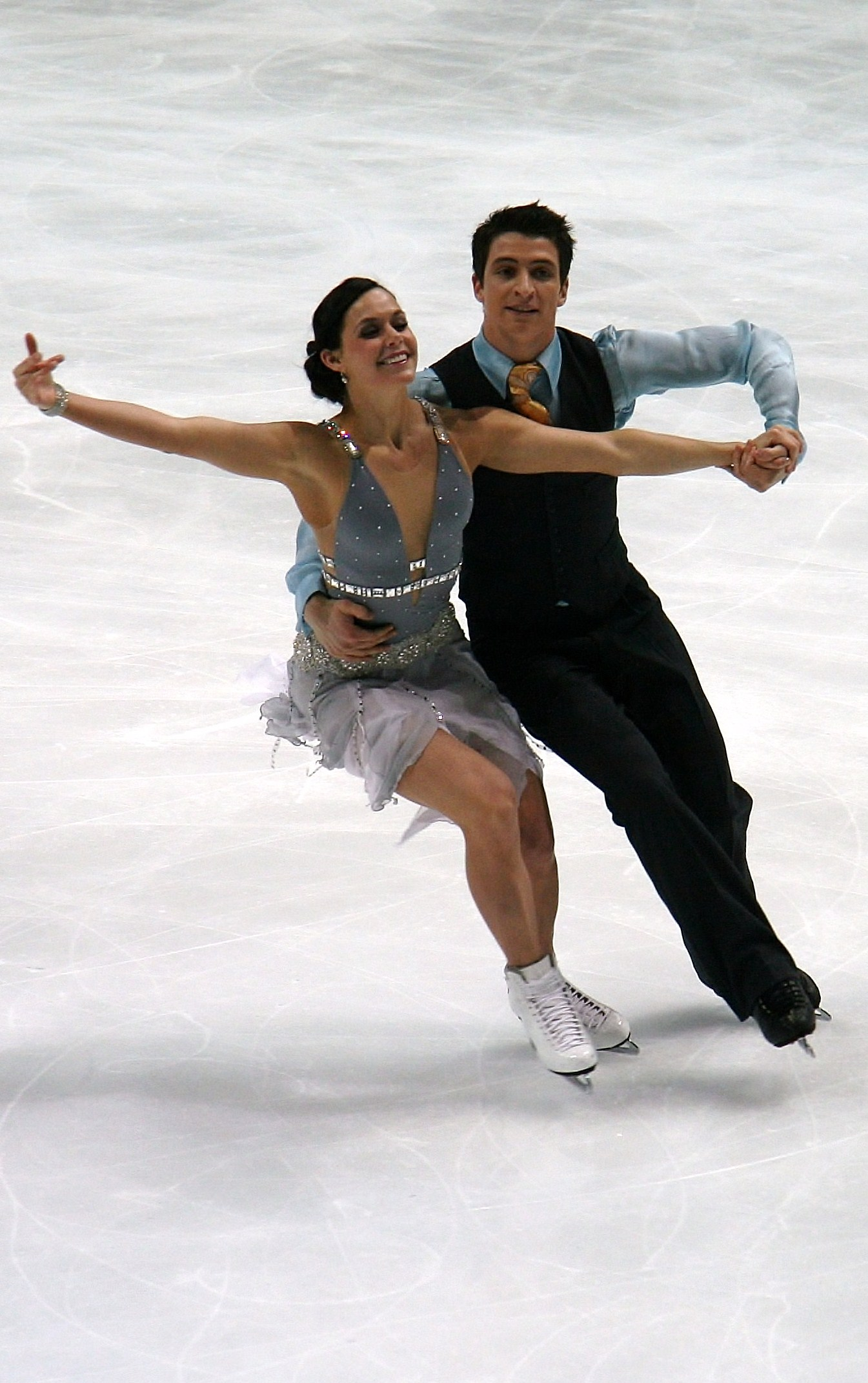
Virtue e Moir ai campionati mondiali del 2011.

Per quanto riguarda i punteggi, alla finale del Grand Prix 2016-17 sono stati i primi a superare gli 80 punti nella short dance. Attualmente detengono il record per il più alto punteggio tecnico nella short dance, 44.53, stabilito alle Olimpiadi del 2018.
| Record di Virtue/Moir | Record di Virtue/Moir | Record di Virtue/Moir         |
| Punteggio totale      | Punteggio totale      | Punteggio totale              |
| Data                  | Punti                 | Evento                        |
| --------------------- | --------------------- | ----------------------------- |
| 30 aprile 2011        | 181.79                | Campionati mondiali 2011      |
| 7 dicembre 2013       | 190.00                | Finale del Grand Prix 2013-14 |
| 27 novembre 2016      | 195.84                | NHK Trophy 2016               |
| 10 dicembre 2016      | 197.22                | Finale del Grand Prix 2016-17 |
| 1 aprile 2017         | 198.62                | Campionati mondiali 2017      |
| 28 ottobre 2017       | 199.86                | Skate Canada 2017             |
| 20 febbraio 2018      | 206.07                | Olimpiadi Invernali 2018      |
| Short dance           |                       |                               |
| Data                  | Punti                 | Evento                        |
| 17 febbraio 2011      | 69.40                 | Quattro Continenti 2011       |
| 29 aprile 2011        | 74.29                 | Campionati mondiali 2011      |
| 6 dicembre 2013       | 77.59                 | Finale del Grand Prix 2013-14 |
| 26 novembre 2016      | 79.47                 | NHK Trophy 2016               |
| 9 dicembre 2016       | 80.50                 | Finale del Grand Prix 2016-17 |
| 31 marzo 2017         | 82.43                 | Campionati mondiali 2017      |
| 27 ottobre 2017       | 82.68                 | Skate Canada 2017             |
| 19 febbraio 2018      | 83.67                 | Olimpiadi Invernali 2018      |
| Free dance            |                       |                               |
| Data                  | Punti                 | Evento                        |
| 30 aprile 2011        | 107.50                | Campionati mondiali 2011      |
| 11 dicembre 2011      | 112.33                | Finale del Grand Prix 2011-12 |
| 17 febbraio 2014      | 114.66                | Olimpiadi Invernali 2014      |
| Original dance        |                       |                               |
| 25 marzo 2010         | 70.27                 | Campionati mondiali 2010      |

## Palmarès

### Giochi olimpici
- 5 medaglie:
  - 3 ori (danza su ghiaccio a Vancouver 2010; danza su ghiaccio e gara a squadre a Pyeongchang 2018);
  - 2 argenti (gara a squadre, danza su ghiaccio a Soči 2014).

### Mondiali
- 7 medaglie:
  - 3 ori (Torino 2010, Nizza 2012, Helsinki 2017);
  - 3 argenti (Göteborg 2008, Mosca 2011, London 2013);
  - 1 bronzo (Los Angeles 2009).

### Campionati dei Quattro Continenti
- 7 medaglie:
  - 3 ori (Goyang 2008, Colorado Springs 2012, Pyongchang 2017);
  - 2 argenti (Vancouver 2009, Osaka 2013);
  - 2 bronzi (Colorado Springs 2006, Colorado Springs 2007).

### Mondiali juniores
- 2 medaglie:
  - 1 oro (Lubiana 2006);
  - 1 argento (Kitchener 2005).

### Grand Prix ISU
- - GP Bompard: oro 2009, 2011, 2013
  - GP NHK Trophy: argento 2007, oro 2016, 2017
  - GP Rostelecom Cup: oro 2012
  - GP Skate Canada International: oro 2007, 2009, 2011, 2012, 2013, 2016, 2017, argento 2006
  - GP Final: argento 2009, 2011, 2012, 2013, 2017, oro 2016

## Dettaglio carriera e piazzamenti
| Risultati | Risultati              | Risultati              | Risultati              | Risultati              | Risultati              | Risultati              | Risultati              | Risultati              | Risultati              | Risultati              | Risultati              | Risultati              | Risultati              | Risultati              | Risultati              |
| Internazionali: Senior | Internazionali: Senior | Internazionali: Senior | Internazionali: Senior | Internazionali: Senior | Internazionali: Senior | Internazionali: Senior | Internazionali: Senior | Internazionali: Senior | Internazionali: Senior | Internazionali: Senior | Internazionali: Senior | Internazionali: Senior | Internazionali: Senior | Internazionali: Senior | Internazionali: Senior |
| Evento | 2001–02                | 2002–03                | 2003–04                | 2004–05                | 2005–06                | 2006–07                | 2007–08                | 2008–09                | 2009–10                | 2010–11                | 2011–12                | 2012–13                | 2013–14                | 2016-17                | 2017-18                |
| --- | ---------------------- | ---------------------- | ---------------------- | ---------------------- | ---------------------- | ---------------------- | ---------------------- | ---------------------- | ---------------------- | ---------------------- | ---------------------- | ---------------------- | ---------------------- | ---------------------- | ---------------------- |
| Giochi Olimpici Invernali |                        |                        |                        |                        |                        |                        |                        |                        | 1º                     |                        |                        |                        | 2º                     |                        | 1º                     |
| Campionati mondiali |                        |                        |                        |                        |                        | 6º                     | 2º                     | 3º                     | 1º                     | 2º                     | 1º                     | 2º                     |                        | 1º                     |                        |
| Four Continents |                        |                        |                        |                        | 3º                     | 3º                     | 1º                     | 2º                     |                        | WD                     | 1º                     | 2º                     |                        | 1º                     |                        |
| Finale Grand Prix |                        |                        |                        |                        |                        |                        | 4º                     |                        | 2º                     |                        | 2º                     | 2º                     | 2º                     | 1º                     | 2º                     |
| GP Bompard |                        |                        |                        |                        |                        | 4º                     |                        |                        | 1º                     | WD                     | 1º                     |                        | 1º                     |                        |                        |
| GP NHK Trophy |                        |                        |                        |                        |                        |                        | 2º                     |                        |                        |                        |                        |                        |                        | 1º                     | 1º                     |
| GP Rostelecom |                        |                        |                        |                        |                        |                        |                        |                        |                        |                        |                        | 1st                    |                        |                        |                        |
| GP Skate Canada |                        |                        |                        |                        |                        | 2º                     | 1º                     |                        | 1º                     | WD                     | 1º                     | 1º                     | 1º                     | 1º                     | 1º                     |
| CS Autumn Classic International |                        |                        |                        |                        |                        |                        |                        |                        |                        |                        |                        |                        |                        | 1º                     | 1º                     |
| Finlandia Trophy |                        |                        |                        |                        |                        |                        |                        |                        |                        |                        | 1º                     | WD                     | 1º                     |                        |                        |
| Internazionali: Junior |                        |                        |                        |                        |                        |                        |                        |                        |                        |                        |                        |                        |                        |                        |                        |
| Evento | 2001–02                | 2002–03                | 2003–04                | 2004–05                | 2005–06                | 2006–07                | 2007–08                | 2008–09                | 2009–10                | 2010–11                | 2011–12                | 2012–13                | 2013–14                | 2016-17                | 2017-18                |
| Campionati mondiali |                        |                        | 11º                    | 2º                     | 1º                     |                        |                        |                        |                        |                        |                        |                        |                        |                        |                        |
| Finale JGP |                        |                        |                        | 2º                     | 1º                     |                        |                        |                        |                        |                        |                        |                        |                        |                        |                        |
| JGP in Andorra |                        |                        |                        |                        | 1º                     |                        |                        |                        |                        |                        |                        |                        |                        |                        |                        |
| JGP in Canada |                        |                        |                        |                        | 1º                     |                        |                        |                        |                        |                        |                        |                        |                        |                        |                        |
| JGP in Cina |                        |                        |                        | 1º                     |                        |                        |                        |                        |                        |                        |                        |                        |                        |                        |                        |
| JGP Croatia |                        |                        | 4º                     |                        |                        |                        |                        |                        |                        |                        |                        |                        |                        |                        |                        |
| JGP Francia |                        |                        |                        | 2º                     |                        |                        |                        |                        |                        |                        |                        |                        |                        |                        |                        |
| JGP Slovacchia |                        |                        | 6º                     |                        |                        |                        |                        |                        |                        |                        |                        |                        |                        |                        |                        |
| NACS Thornhill |                        |                        | 1º J.                  |                        |                        |                        |                        |                        |                        |                        |                        |                        |                        |                        |                        |
| Nazionali |                        |                        |                        |                        |                        |                        |                        |                        |                        |                        |                        |                        |                        |                        |                        |
| Campionati canadesi | 3º N.                  | 7º J.                  | 1º J.                  | 4º                     | 3º                     | 2º                     | 1º                     | 1º                     | 1º                     |                        | 1º                     | 1º                     | 1º                     | 1º                     | 1º                     |
| West. Ontario Sect. |                        | 1º J.                  | 1º J.                  | 1º                     |                        |                        |                        |                        |                        |                        |                        |                        |                        |                        |                        |
| Gare a squadre |                        |                        |                        |                        |                        |                        |                        |                        |                        |                        |                        |                        |                        |                        |                        |
| Olimpiadi Invernali |                        |                        |                        |                        |                        |                        |                        |                        |                        |                        |                        |                        | 2T/2P                  |                        | 1T/1P                  |
| World Team Trophy |                        |                        |                        |                        |                        |                        |                        | 2T/2P                  |                        |                        | 3T/2P                  |                        |                        |                        |                        |
| GP = Grand Prix; JGP = Junior Grand Prix; WD = Ritirati; A = Assegnati Gare a squadre: T = risultato della squadra; P = Risultato personale; le medaglie vengono assegnate solo per il risultato della squadra Livelli: N.= Novizi; J. = Junior |                        |                        |                        |                        |                        |                        |                        |                        |                        |                        |                        |                        |                        |                        |                        |

## Programmi
| Stagione  | Programma corto | Programma libero | Esibizione |
| --------- | --- | --- | --- |
| 2017-2018 | - Samba: Sympathy For The Devil dei Rolling Stones - Rhumba: Hotel California dei The Eagles - Cha Cha: Oye Como Va dei Santana                                              | - El Tango de Roxanne - Come What May dalla colonna sonora del film Moulin Rouge                                                | - Long Time Running The Tragically Hip |
| 2016-2017 | - Hip-hop: Kiss di Prince - Blues: 5 Women di Prince - Blues/rock: Purple Rain di Prince                                                                                     | - Pilgrims on a Long Journey di Coeur de pirate - Shadows di Karl Hugo - Latch Disclosure, eseguito da Sam Smith                | - Sorry di Justin Bieber coreografia di Samuel Chouinard |
| 2015-2016 | Nessuna gara in questa stagione | Nessuna gara in questa stagione                                                                                                 | - Sorry di Justin Bieber coreografia di Samuel Chouinard - What's Love Got to do with it di Terry Britten e Graham Lyle coreografia di Marie-France Dubreuil e David Wilson - Have Yourself a Merry Little Christmas |
| 2014–2015 | Nessuna gara in questa stagione | Nessuna gara in questa stagione                                                                                                 | - Say It Right di Nelly Furtado - Good Kisser di Usher coreografia di Marie-France Dubreuil, Patrice Lauzon, e Samuel Chouinard - How Will I Know cover di Sam Smith coreografia di Jeffrey Buttle - All We Have     |
| 2013–2014 | - Dream a Little Dream of Me di Ella Fitzgerald e Louis Armstrong - Muskrat Ramble di Louis Armstrong and His Hot Five - Cheek to Cheek di Ella Fitzgerald e Louis Armstrong | - The Seasons di Alexander Glazunov - Waltz in Concerto No. 2 di Alexander Glazunov - Piano Concerto in F di Alexander Scriabin | - Into the Mystic di Van Morrison - Top Hat and Tails di Louis Armstrong/Ella Fitzgerald - Stay di Rihanna |
| 2012–2013 | - And The Waltz Goes On di Anthony Hopkins | - Carmen Suite di Rodion Shchedrin                                                                                              | - Carmen di Georges Bizet - Stay di Rihanna - Hallelujah di Jeff Buckley |
| 2011–2012 | - Hip Hip Chin Chin di Club des Belugas - Temptation di Diana Krall - Mujer Latina di Thalía                                                                                 | - Funny Face di George Gershwin - Basal Metabolism di Adolph Deutsch - 'S Wonderful di George Gershwin                          | - Hallelujah di Jeff Buckley - Ain't No Mountain High Enough di Marvin Gaye, Tammi Terrell - I Want to Hold Your Hand di The Beatles cover di T. V. Carpio                                                           |
| 2010–2011 | - Schenkst Du Beim Tango Mir Dein Herz di Dajos Bela & Sein Tanzorchester - Nights and Days soundtrack di Waldemar Kazanecki                                                 | - Hip Hip Chin Chin di Club des Belugas - Temptation di Diana Krall - Mujer Latina di Thalía                                    | - I Want to Hold Your Hand di The Beatles cover di T. V. Carpio |
|           | Original dance | | |
| 2009–2010 | - Farrucas di Pepe Romero | - Symphony No. 5 di Gustav Mahler arrangiato da Ryner Stoetzer                                                                  | - Everybody Dance Now di C & C Music Factory - Jack & Diane di John Mellencamp |
| 2008–2009 | - Won't You Charleston with Me? (from The Boy Friend) | - The Great Gig in the Sky - Money di Pink Floyd                                                                                | - Jack & Diane di John Mellencamp |
| 2007–2008 | - Occhi neri (Russian folk song) | - Umbrellas of Cherbourg di Michel Legrand                                                                                      | - I Could Have Danced All Night di Jamie Cullum - Dare You to Move di Switchfoot |
| 2006–2007 | - Assassination Tango Building the Bullet di Luis Bacalov | - Valse Triste di Jean Sibelius                                                                                                 | - Black Magic Woman di Santana - Tennessee Waltz di Holly Cole Trio |
| 2005–2006 | - Beautiful Maria di The Mambo Kings - Do You Only Wanna Dance di Julio Daviel Big Band                                                                                      | - Malaguena di Raúl di Blasio                                                                                                   | - No Me Ames di Jennifer Lopez, Marc Anthony - Everybody Dance Now di C & C Music Factory |
| 2004–2005 | - Call Me Irresponsible di Bobby Darrin - Puttin On The Ritz | - Adiós Nonino di Ástor Piazzolla                                                                                               | - Everybody Dance Now di C & C Music Factory |
| 2003–2004 | - Tears on My Pillow di Little Anthony - Tutti Frutti di Little Richard | - Russian medley di Johann Christian Bach                                                                                       | - Tears on My Pillow di Little Anthony - Tutti Frutti di Little Richard |
| 2002–2003 | - Les Poissons Concerto Sopra Motivi dell'Opera di Johann Christian Bach | - Magalenha di Sérgio Mendes - Eres Todo En Mi di Ana Gabriel - Tres Deseos di Gloria Estefan                                   | |